# Hans Herrig

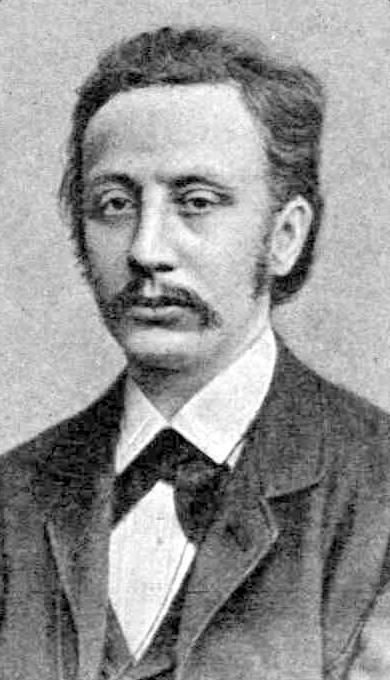
Hans Herrig

Hans Herrig (* 10. Dezember 1845 in Braunschweig; † 4. Mai 1892 in Weimar) war ein deutscher Journalist und Schriftsteller.

## Leben
Ab 1864 studierte Hans Herrig an der Humboldt-Universität zu Berlin Jura; später wechselte er im selben Fach nach Göttingen. 1868 beendete er erfolgreich dieses Studium in Berlin mit seiner Dissertation. Das daran anschließende Referendariat absolvierte er ebenfalls in Berlin.
Nach dem Krieg kehrte Herrig nicht mehr in den Staatsdienst zurück, sondern verdiente ab 1872 seinen Lebensunterhalt als Journalist. Als verantwortlicher Redakteur leitete er das Feuilleton des Deutschen Tageblatts und begann daneben als Schriftsteller meistenteils Stücke fürs Theater zu veröffentlichen.
Aus seinen Mären und Geschichten fanden beim Publikum seine Gedichte Die Schweine (1876) und Der dicke König (1885) die meiste Beachtung. Richard Wagner, der mit Herrig einen ausgedehnten Briefwechsel pflegte, lobte auch dessen Werk über das Meininger Hoftheater.
Im Alter von 46 Jahren starb Hans Herrig 1892. Er wurde in Braunschweig beigesetzt. Sein Grabdenkmal schuf der Bildhauer Robert Toberentz.

## Werke (Auswahl)
- Jerusalem. Tragödie. Leipzig 1874.
- Der Kurprinz. Berlin 1876.
- Alexander der Große. Leipzig 1879.
- Die Meininger. Ihre Gastspiele und deren Bedeutung für das deutsche Theater. Berlin 1879.
- Kaiser Friedrich Rotbart. Leipzig 1880.
- Nero. Berlin 1883.
- Luther. Ein kirchliches Festspiel. Berlin 1883
- Konradin. Trauerspiel. Berlin 1885.
- Martin Luther. Festspiel. Berlin 1886.
- Mären und Geschichten. Berlin 1892.